# Otto Pötzl

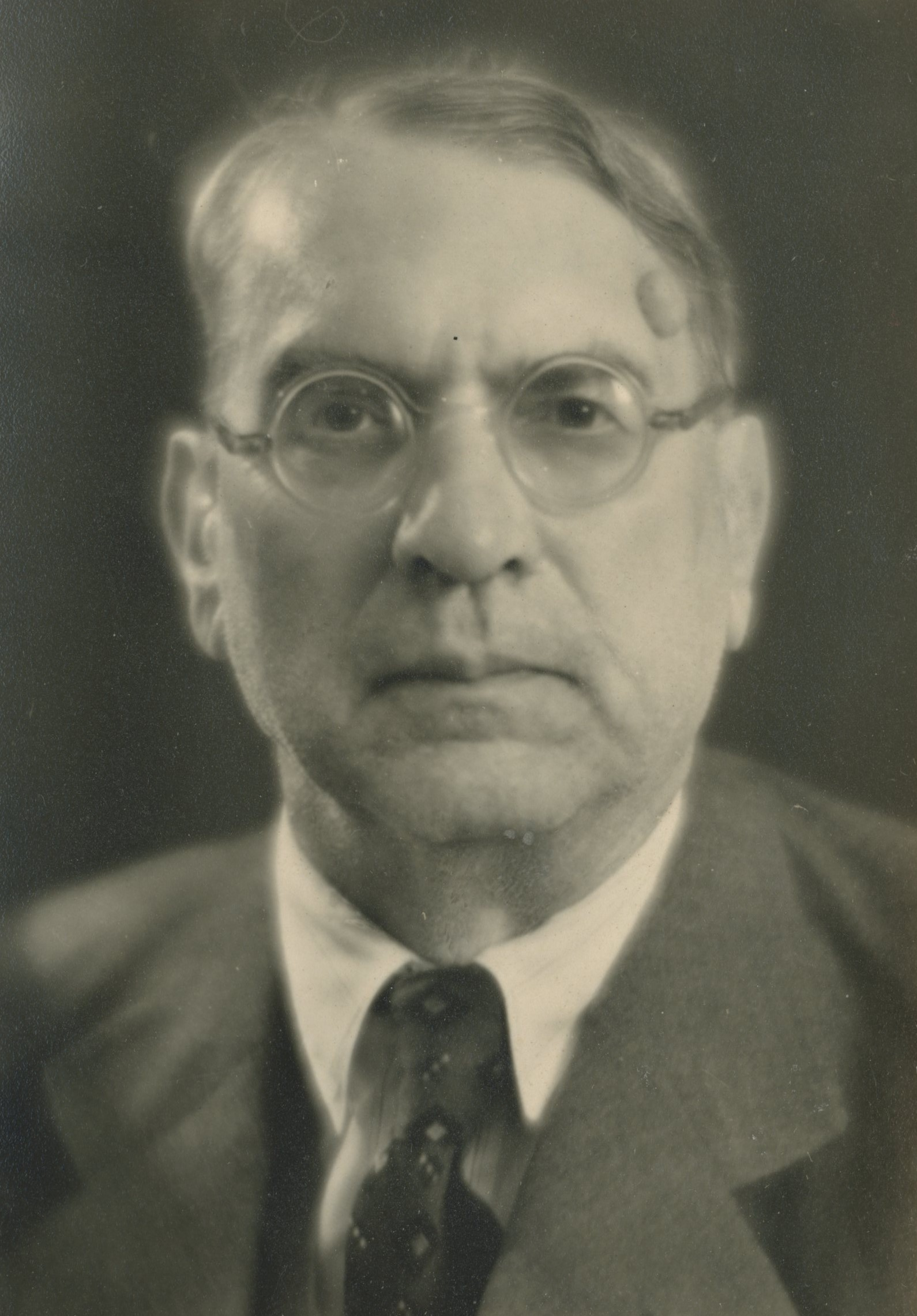
Otto Pötzl

Otto Pötzl (* 29. Oktober 1877 in Wien, Österreich-Ungarn; † 1. April 1962 ebenda) war ein österreichischer Neurologe und Psychiater. Er war einer der bedeutendsten Vertreter der Wiener medizinischen Schule und Wegbereiter der ehemals als Hirnpathologie bezeichneten kognitiven Neurologie.

## Leben
Otto Pötzl war Sohn des Journalisten und Schriftstellers Eduard Pötzl. Er studierte Medizin an der Universität Wien und wurde 1896 im Corps Alemannia Wien aktiv. Nach dem Abschluss des Studiums am 15. Jänner 1901 trat er im Mai 1902 als Hospitant unter Richard von Krafft-Ebing in die II. Psychiatrische Klinik im Allgemeinen Krankenhaus und wechselte als Universitätsassistent am 1. Oktober 1904 an die I. Psychiatrische Klinik (supplierender Leiter Alexander Pilcz), welche sich in der k.k. Niederösterreichischen Landesirrenanstalt am Brünnlfeld in Wien befand. Ab 1. Oktober 1905 wieder an der II. Psychiatrischen Klinik, die nun von Julius Wagner-Jauregg geleitet wurde, folgte er seinem Lehrer und Mentor ab 1911 an die nunmehr mit der I. Psychiatrischen Klinik zusammengelegten Psychiatrisch-Neurologischen Universitätsklinik. 1911 habilitierte Pötzl sich für Psychiatrie und Nervenheilkunde an der Universität Wien. 1919 wurde er a.o. Professor. Im Jahre 1922 wurde er als Nachfolger von Arnold Pick als o. Professor für Psychiatrie an die Karl-Ferdinands-Universität in Prag berufen. Als Nachfolger von Wagner-Jauregg kam er wieder in seine Heimatstadt und erreichte als Ordinarius und Vorstand der Wiener Psychiatrisch-Neurologischen Universitätsklinik (1928–1945) den Höhepunkt seiner Laufbahn. In die NSDAP trat er 1930 ein, später wieder aus, er beantragte dann am 2. November 1943 die erneute Aufnahme und wurde rückwirkend zum 1. Januar 1941 aufgenommen (Mitgliedsnummer 9.909.922). Der Physiker Johannes Pötzl (1930–1993) ist ein Sohn.
Otto Pötzl wurde am Wiener Zentralfriedhof in einem Ehrengrab bestattet.

## Wirken
Unter dem Einfluss von Giulio Bonvicini, für Pötzl ein wichtiger Lehrer auf dem Gebiete der ehemals als Hirnpathologie bezeichneten kognitiven Neurologie und Neuropsychologie, entstand im Jahre 1907 die erste hirnpathologische Arbeit „Über die reine Wortblindheit“ im Jahrbuch der Psychiatrie. Seine Vorlesungen als Dozent behandelten auch vorwiegend Kapitel aus der Großhirnpathologie, so publizierte er seine ersten Arbeiten über zentrale Sehstörungen und Bereiche der Aphasie Lehre. 1928 hat Pötzl noch in Prag seine erste Monographie: „Über die optisch-agnostischen Störungen“ (Deuticke: Leipzig) abgeschlossen. 1958 hat er 80-jährig das in vieler Hinsicht gleiche Thema in einer Monographie: „Über die Beziehungen des Großhirns zur Farbenwelt-abgeleitet aus hirnpathologischen Befunden“ (Maudrich: Wien) nochmals bearbeitet und mit Hilfe seiner inzwischen entwickelten Ideen ergänzt und ausgebaut. Um diese beiden großen Marksteine gruppiert sich eine Reihe von mannigfaltigsten hirnpathologischen Arbeiten.
Aus der Fülle der über 200 Arbeiten Pötzls seien beispielhaft die wichtigsten Arbeitsgebiete angeführt: Ein 1926 mit Georg Hermann veröffentlichtes Standardwerk über die Neuropathologie der Störungen des Schreibens: „Über Agraphie“ (S. Karger: Berlin), sowie Publikationen über die verschiedensten Störungen der zeitlichen und räumlichen Wahrnehmung sowie des von ihm und Hans Hoff so genannten Zeitrafferphänomens, des Weiteren Arbeiten über Verkehrt- und Schiefsehen, kortikal bedingte Polyopsien mit Störungen des Tiefensehens; wesentliche Aspekte der Aphasie, insbesondere Aphasie der Polyglotten, Probleme der Alexie, Amusie, Anosognosie; die Beziehungen zwischen dem vestibulären und optischen System und Kleinhirnfunktionen.- Viele der von Pötzl beschriebenen kognitiven Leistungen des menschlichen Gehirns sind in der heute angewandten klinischen Neuropsychologie Standardwissen. Pötzl war auch ein Förderer von Manfred Sakel (Insulin-Koma-Therapie).
Pötzl hat sich an seiner Klinik für vieles eingesetzt, so auch für Sigmund Freud und die Psychoanalyse. „Pötzl hat als erster, nicht nur in Österreich, sondern wohl im gesamten deutschen Sprachraum, an seiner Klinik eine Vorlesung über Psychoanalyse und eine psychotherapeutische Ambulanz eingeführt; dies zu einer Zeit, als ein solcher Schritt noch ein Wagnis bedeutete für einen Wissenschaftler von seinem Ansehen“ (zitiert nach Hubert J. Urban). Von 1917 bis 1933 war er auch Mitglied der Wiener Psychoanalytischen Vereinigung. Pötzl hat sich auch für Alexandra Adler eingesetzt, die von seinem Vorgänger bei der Beförderung übergangen wurde.
Otto Pötzl blieb auch viele Jahre nach seiner 1945 erfolgten Pensionierung wissenschaftlich produktiv und anregend. Eine Übersicht über Lebenswerk und Persönlichkeit versuchten Gerhart Harrer und Hubert Josef Urban in der von Urban 1949 herausgegebenen „Festschrift zum 70. Geburtstag von Otto Pötzl“ zu geben, die auch zahlreiche (37!) Arbeiten seiner Schüler aus aller Welt zum Inhalt haben (Universitätsverlag Innsbruck).